# دهستان سراجوی شمالی
دهستان سراجوی شمالی یکی از دهستان‌های استان آذربایجان شرقی است که در بخش مرکزی شهرستان مراغه واقع شده‌است.